# Grouseland
Grouseland, auch als William Henry Harrison House bekannt, ist ein Bauwerk historischer Bedeutung in Vincennes im US-Bundesstaat Indiana.

## Geschichte
Das repräsentative Anwesen wurde 1804 vom späteren Präsidenten William Henry Harrison im Federal Style erbaut und diente ihm bis 1812 als Residenz während seiner Amtszeit als Gouverneur des Indiana-Territoriums. Grouseland entwickelte sich zu dieser Zeit zu einem politischen Zentrum des Territoriums und war Veranstaltungsort einiger Konferenzen mit den Führern der Indianer Nordamerikas wie zum Beispiel Tecumseh und Little Turtle.
Nach Harrisons Auszug im Jahr 1812 verblieb das Anwesen bis 1850 in Familienbesitz, wurde aber nur sporadisch bewohnt. Danach diente es den Eigentümern als Hotel und phasenweise als Speicher. Nach 1860 wurde es wieder als Wohnsitz genutzt. Seit 1909 ist Grouseland im Besitz der Töchter der Amerikanischen Revolution, die eine umfängliche Restaurierung finanzierten.
Am 15. Oktober 1966 wurde Grouseland in das National Register of Historic Places aufgenommen. Seit dem 19. Dezember 1960 war es bereits eine National Historic Landmark.

## Architektur
Das 60 x 75 Fuß große Hauptgebäude hat zwei Etagen sowie Keller und Dachgeschoss und enthält 26 Zimmer. Grouseland ähnelt einem typischen Plantagenhaus Virginias und wurde aus Kalkstein der Umgebung gefertigt. Für den Bau wurden mehr als 200.000 Ziegelsteine verwendet. In Grouseland befinden sich 13 Kamine mit üppig verzierten Simsen. Links der Eingangshalle ist die frühere Ratskammer Harrisons und zur Rechten sein Wohnzimmer, welches unter den späteren Besitzern als Speiseraum diente. Im ersten Stockwerk befinden sich ausschließlich Schlafzimmer.
Nur wenige der ausgestellten Möbel sind aus dem Besitz von William Henry Harrison. Die Inneneinrichtung ist aber im Stile seiner Zeit gehalten und besteht aus originalen, sorgfältig ausgewählten Gegenständen des frühen 19. Jahrhunderts. Die Bibliothek im Erdgeschoss enthält Literatur zur Geschichte des Countys, darunter einige Bücher von großem antiquarischem Wert.